# Halirages bungei
Halirages bungei är en kräftdjursart. Halirages bungei ingår i släktet Halirages och familjen Calliopiidae. Inga underarter finns listade i Catalogue of Life.